# Exalphus confusus
Exalphus confusus är en skalbaggsart som beskrevs av Restello, Iannuzzi, Marinoni, Iannuzzi och Luciane Marinoni 2001. Exalphus confusus ingår i släktet Exalphus och familjen långhorningar. Inga underarter finns listade i Catalogue of Life.